# 青春フラジャイル
『青春フラジャイル』（せいしゅんフラジャイル）は、2020年8月28日にPurple softwareより発売されたPC用18禁美少女アドベンチャーゲームである。

## 登場人物
士紀 優人（しき　ゆうと）
主人公。ヨーロッパから渡ってきた魔法使いの最後の末裔。ただし、家に伝わる魔法は衰え、現在は幼馴染にセクハラをはたらいたりするショボイ魔法しか使えない。親が出稼ぎのため、透音と二人暮らし。成績は平凡だが、ツッコミなどの頭の回転は速い。
鳥羽 せつな（とば　せつな）
声 - 東シヅ
リズ・メイサース（りず　めいさーす）
声 - 秋野花
桜宮 氷緒（さくらのみや　ひお）
声 - 小鳥居夕花
卯月 透音（うづき　とうね）
声 - 小波すず
不破 ゆら（ふわ　ゆら）
声 - 蒼乃むすび
桜宮 響希（さくらのみや　ひびき）
声 - 山田ゆな
数藤晴弥（すどう　せいや）
声 - 谷根千

## スタッフ
- ディレクター/プロデューサー-石川泰
- 原画 - 克
- SD原画 - 鳥取砂丘
- 企画- 鏡遊
- シナリオ - 鏡遊、保住圭、はまぐり孤之助

## 主題歌
オープニングテーマ「青春フラジャイル」
歌 - 橋本みゆき/ 作詞 - 石川泰 / 作曲 -山口たこ / 編曲 - 山口たこ
エンディングテーマ「告白の詠唱」
歌 - 浅葉リオ/ 作詞 - 石川泰 / 作曲 - 山口たこ/ 編曲 - 山口たこ

## 反響

### 売り上げ
Getchu.comの2020年セールスランキングで9位を獲得した。

### 人気投票
月間げっちゅ投票「このゲームはプレイしとけ！」2020年12月発売タイトル4位を獲得した。